# Corrente a getto
In meteorologia una corrente a getto è un veloce flusso d'aria canalizzato, localizzato nell'atmosfera terrestre generalmente appena sotto la tropopausa e lungo i confini tra masse d'aria con significativi gradienti termici orizzontali.

## Storia
Le prime indicazioni sulla presenza di forti venti in quota risalgono al 1904, quando Napier Shaw basandosi essenzialmente su dati di analisi al suolo e su rilevamenti dei venti fino a 4 km di altitudine, notò un incremento di intensità fino a una velocità di 50 kn intorno a questa quota. Successivamente furono registrati venti fino a 95 kn alla quota di 10 km sulla verticale di Pavia. A seguito di queste osservazioni nel 1911, William Henry Dines ipotizzò che a una certa altitudine dovevano essere presenti venti di forte intensità tra zone cicloniche e anticicloniche, a causa della forte baroclinicità presente. Lo sviluppo dei sondaggi atmosferici e delle reti di stazioni meteorologiche confermò la loro esistenza e soltanto dopo la seconda guerra mondiale, con l'avvento dell'aviazione commerciale, fu approfondita la loro conoscenza.

## Descrizione

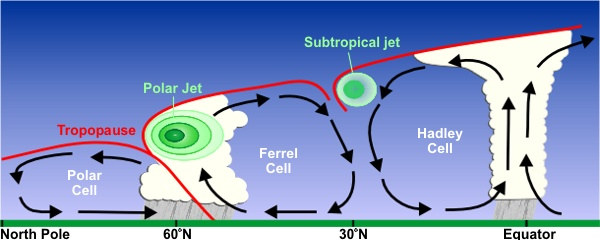
Disposizione delle principali correnti a getto

La corrente a getto è un fiume di aria che scorre principalmente da ovest verso est in entrambi gli emisferi per diverse migliaia di chilometri, con una sezione trasversale relativamente piccola, 60–120 km di larghezza per 6–8 km d'altezza, e una velocità a partire da 150 km/h fino a oltre 360 km/h. Per definizione la zona dove la temperatura e l'intensità del vento rimangono costanti è chiamata nucleo del getto, o core.
Esistono due principali tipologie di corrente a getto, la prima nota come corrente a getto polare è associata alla cella polare e subisce le sue stesse variazioni geografiche stagionali, tra i 30° di latitudine in inverno e 50° in estate, mentre la seconda chiamata corrente a getto subtropicale, si sposta stagionalmente tra i 20° e i 50° di latitudine ed è più persistente rispetto alla prima.
Una terza forma, nota come corrente a getto equatoriale od orientale, è presente soltanto durante l'estate boreale, ha direzione opposta alle altre, ovvero da est verso ovest, ed è posizionata generalmente tra l'equatore e i 20°N di latitudine sul Continente africano e l'oceano Indiano. Il nome di questo fenomeno sarebbe stato coniato dal meteorologo svedese Carl-Gustav Arvid Rossby.

## Genesi
La formazione di questi enormi flussi d'aria viene spiegata e trattata separatamente per ogni tipo di corrente a getto, considerando prima di tutto gli aspetti termodinamici.

### Corrente a getto polare -PFJ-

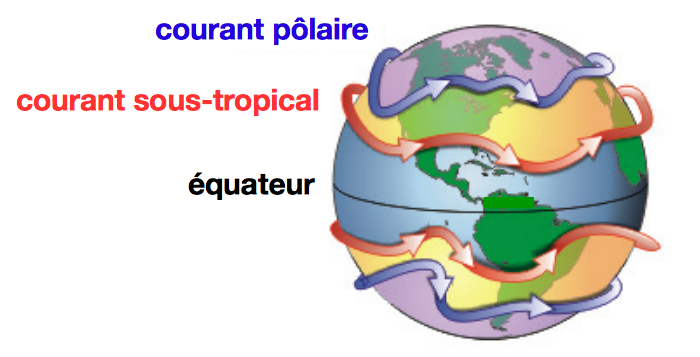
Dislocazione delle correnti a getto

Il contatto di una massa d'aria molto fredda delle alte latitudini, denominata cella polare, con le masse d'aria più calde delle medie latitudini, provoca una significativa differenza di temperatura e di pressione che favorisce uno spostamento di flussi d'aria verso le zone di convergenza alle quote prossime alla tropopausa, che vengono deviati dalla Forza di Coriolis verso oriente e tendono a scorrere lungo la superficie di contatto tra le due masse d'aria. Se infatti in superficie il fronte polare più freddo e denso tende a muoversi verso la massa d'aria più calda, questa configurazione termica e barica gradualmente si inverte con la quota fino al livello della tropopausa del fronte polare stesso dove il gradiente termico verticale tende ad azzerarsi, contro quella adiacente della massa d'aria calda, che avendo una tropopausa più elevata, continua a diminuire con la quota.
Tale spostamento, privo di qualsiasi influenza dall'attrito con il suolo, si intensifica lungo il confine delle masse d'aria e, nel caso in cui il gradiente termico orizzontale è significativo, può penetrare nella stratosfera della cella polare, generando una frattura della tropopausa. La compressione di questa massa d'aria sviluppa forti gradienti orizzontali del vento lungo la superficie di contatto, e forti gradienti verticali tra il getto e la tropopausa dell'aria calda. Tale comportamento può essere dimostrato teoricamente dal vento termico. Infatti l'avvezione d'aria fredda produce una rotazione in quota della direzione del vento in senso antiorario, disponendosi quindi parallelamente alla linea del fronte stesso che avanza e generalmente con la sua proiezione al suolo alla sinistra di quest'ultimo.

#### Aspetto
Come si è detto essa segue l'avanzamento della cella polare verso latitudini più basse e ne rimarca più o meno la sua linea frontale. Pertanto questa corrente a getto ha un aspetto notevolmente ondulato, generando promontori e saccature rispettando grosso modo la disposizione delle onde di Rossby. Questo continuo percorso sinuoso ne provoca discontinuità nell'intensità del vento, particolarmente quando disponendosi lungo i meridiani non riceve più spinta aggiuntiva dalla Forza di Coriolis.

### Corrente a getto subtropicale -STJ-
Questo tipo di corrente a getto, situata lungo la zona di contatto tra le celle di Hadley e di Ferrel, ovvero tra i 20° e i 30° di latitudine in entrambi gli emisferi ha un andamento più stabile, persistente e lineare rispetto alla precedente e praticamente attraversa tutto il pianeta da ovest verso est. La sua esistenza è inclusa nei movimenti previsti dal modello di circolazione generale dell'atmosfera e può essere dedotta applicando a essi semplici principi di fisica, in particolare la legge di conservazione della quantità di moto. Infatti osservando il moto circolatorio della prima cella si può notare che le masse d'aria che si sollevano per riscaldamento all'equatore tendono a muoversi in quota verso nord, attratte dai movimenti discendenti che contemporaneamente si stanno generando lungo la fascia delle alte pressioni delle medie latitudini.
Durante questo spostamento tuttavia queste masse d'aria, le quali inizialmente avevano una quantità di moto direttamente proporzionale alla velocità di rotazione planetaria lungo l'equatore, si spostano verso latitudini che hanno una velocità di rotazione sempre minore, trovandosi quindi sempre più in anticipo rispetto alla rotazione terrestre. Teoricamente una particella d'aria in condizioni di isolamento che avesse una velocità iniziale di circa 465 m/s all'equatore, conservando la sua quantità di moto si ritroverebbe a sorvolare a una latitudine di 30° la superficie terrestre che sta ruotando a una velocità di circa 402 m/s, con una differenza relativa quindi pari a 63 m/s, equivalenti a 227 km/h. In realtà questi valori sono molto variabili anche a causa delle interazioni delle forze termodinamiche generate dalle variazioni termiche e bariche che si verificano tra le due celle, sebbene non così rilevanti come quelle che intercorrono tra la cella polare e la cella delle medie latitudini.

#### Aspetto

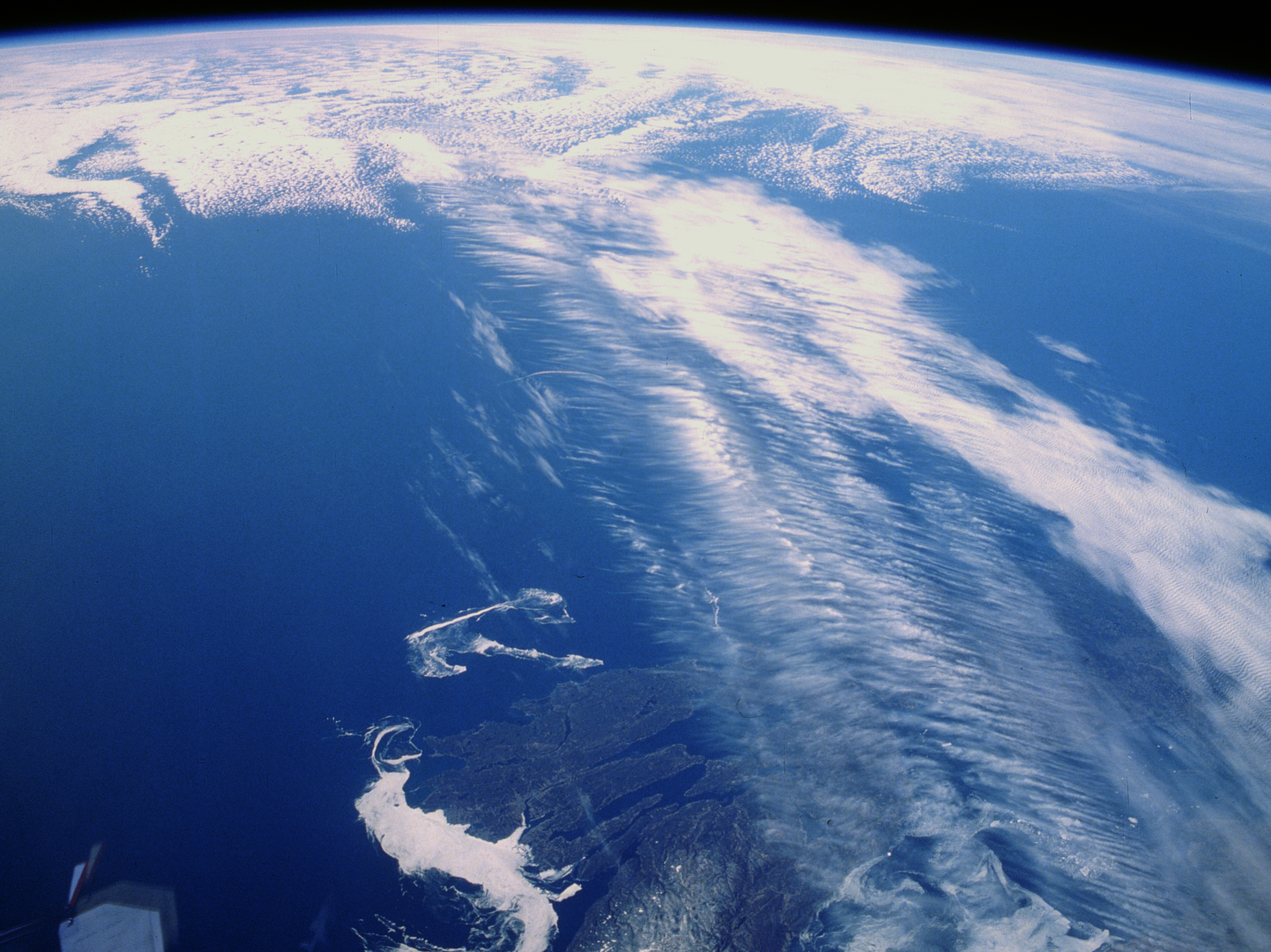
Caratteristica banda di nubi associate alla corrente a getto

Differentemente dalla precedente, questo getto mantiene un andamento piuttosto lineare, con leggere variazioni di direzione dovute principalmente alla presenza dei rilievi montuosi, e con l'intensità legata ai periodi stagionali, con il getto dell'emisfero settentrionale più forte durante l'estate boreale e viceversa. La sua localizzazione è facilmente osservabile nelle immagini satellitari dalla caratteristica presenza di una consistente banda nuvolosa, formata da nubi caratteristiche quali cirri molto veloci con lunghi filamenti, cirrocumuli allineati in banchi, altocumuli lenticolari e spessi, altocumuli a onde a banchi paralleli, perpendicolari al flusso dell'aria chiamati fingers. Si può notare inoltre alla sinistra del getto nel suo lato freddo una vasta area priva completamente di umidità, laddove presumibilmente sono in atto i forti movimenti discendenti associati alla zona di convergenza.

### Corrente a getto orientale -TEJ-
Quest'ultima corrente a getto ha uno sviluppo strettamente stagionale ed è direttamente correlata al fenomeno del monsone estivo. Infatti la vasta depressione generata dal forte surriscaldamento delle regioni desertiche dell'Asia centrale provoca una circolazione zonale con le masse d'aria sovrastanti le zone dell'oceano indiano relativamente più fredde. Questa colonna d'aria riscaldata e sollevata, raggiunta la quota della tropopausa tende a spostarsi nuovamente verso le latitudini più meridionali dell'oceano Indiano, attratta dalla subsidenza che si sta contemporaneamente generando sopra il mare. Questo spostamento in quota, esattamente l'opposto di quello che avviene al suolo, tende ad assumere un movimento da est verso ovest, seguendo la configurazione isobarica degli alti livelli. Questo flusso d'aria è solitamente meno intenso rispetto alle altre correnti a getto ma si può trovare a quote molto più elevate.

## Altri tipi di corrente a getto

### Corrente a getto polare notturna
Unico getto localizzato nell'alta atmosfera, si forma in prossimità della stratopausa a una quota di circa 25 km sopra le regioni polari durante i mesi invernali. Circonda completamente il vortice polare, la sua direzione è occidentale e si genera a causa dei forti gradienti termici, durante la notte invernale lunga sei mesi, tra la stratosfera equatoriale riscaldata dell'assorbimento dei raggi ultravioletti da parte dell'ozono e quella polare che non riceve più la radiazione solare. Può raggiungere una velocità massima di 160 km/h durante la sua comparsa nell'emisfero australe. Sebbene non direttamente coinvolto nello sviluppo dei fenomeni climatici, questo flusso è di notevole importanza perché blocca il mescolamento tra aria dentro e fuori il vortice polare durante l'inverno, cosicché l'aria ricca di ozono delle medie latitudini non può essere trasferita alle regioni polari, lasciandole povere di questo gas.

### Correnti a getto dei bassi livelli -LLJ-
Abbastanza comuni nei bassi e medi livelli dell'atmosfera, ovvero tra i 1 000 e i 4 500 metri di altitudine, la loro genesi è strettamente stagionale ed è provocata dall'instaurarsi di forti inversioni nel gradiente termico orizzontale tipico.

#### Corrente a getto dei bassi livelli africana -AEJ-
È un getto con direzione da est che si forma durante l'estate boreale sopra l'Africa tropicale con velocità massima di 10–25 m/s, localizzato tra le quote isobariche di 700 e 600 hPa. L'esistenza di questo getto è associata con l'improvvisa inversione nel gradiente termico orizzontale tipico sul continente africano durante l'estate. Sopra il Sahara si genera uno strato d'aria secco e sabbioso, una evidente anomalia termica che è più a nord di uno strato d'aria relativamente più freddo vicino all'equatore. Così un forte flusso geostrofico orientale si sviluppa in risposta al significativo gradiente termico e umido presente tra il golfo di Guinea e il Sahara. Un corrispondente ma più debole getto si sviluppa in prossimità del livello isobarico di 700 hPa nell'Africa meridionale tra settembre e ottobre in risposta al riscaldamento delle regioni desertiche dell'Africa sud-occidentale.

#### Corrente a getto somala
È una corrente con direzione da sud-ovest localizzata lungo le coste centro-orientali dell'Africa, con velocità massima a 850 hPa che alimenta il monsone estivo di umidità. Si forma durante l'estate boreale sopra il Canale del Mozambico e lungo le coste della Somalia. Il getto è più intenso da giugno ad agosto con una velocità massima media mensile di 18 m/s sebbene possa raggiungere picchi quotidiani di 50 m/s.

## Influenze meteorologiche e climatiche
Le correnti a getto aiutano a mantenere un bilancio calorico attraverso scambi di masse d'aria. La corrente a getto polare influenza le perturbazioni delle medie latitudini. Influenzano il percorso dei sistemi ciclonici temperati. La corrente a getto subtropicale e quella orientale influenzano la struttura dei monsoni.

### Turbolenza in aria chiara -CAT-
Alle correnti a getto sono associati intensi gradienti verticali e orizzontali del vento. Se questi strati d'aria che scorrono tra loro a velocità differenti possiedono caratteristiche fisiche differenti come densità e temperatura, lungo la superficie di contatto si generano una serie di ondulazioni o rotori, note come onde di gravità, in maniera molto simile a quanto si verifica quando il vento scorrendo sulla superficie dell'acqua genera le onde. Queste condizioni sono più marcate sopra il getto stesso, davanti a esso a quote più basse e sul lato più freddo del suo nucleo. Essendo questo tipo di turbolenza percepibile soltanto fuori dalle nubi, viene comunemente denominata turbolenza in aria chiara o serena. La turbolenza diventa inoltre più intensa nelle marcate saccature dei livelli superiori, dove si verificano repentine variazioni nella direzione e intensità del vento.

### Variabilità delle correnti a getto
La posizione delle correnti a getto cambia drasticamente durante i periodi di attività dell'ENSO in risposta alle anomalie della temperatura della superficie degli oceani e alla mutata circolazione atmosferica dell'oceano pacifico tropicale. Il risultato è un marcato cambiamento nella ciclogenesi, nei movimenti delle perturbazioni e nelle anomalie dei valori globali di temperatura e di piovosità. Infatti durante l'inverno in cui è presente El Niño, la corrente a getto subtropicale si estende attraverso il Pacifico centrale e orientale e tende a essere più intensa. Ciò provoca un movimento più meridionale dei cicloni delle medie latitudini. Prevalgono quindi condizioni di aria più fredda e umida nelle zone tropicali e aria più calda e secca del normale alle medie latitudini.

## Effetti sul traffico aereo
La presenza delle correnti a getto assume un importante ruolo nella pianificazione delle rotte aeree commerciali. Il suo andamento da ovest verso est rende più rapide le traversate atlantiche dal continente americano verso l'Europa e dall'Europa verso l'estremo oriente. Tuttavia, uno dei fenomeni legati a essa, ovvero la turbolenza in aria chiara, riveste un ruolo importante nella sicurezza del volo tale da essere considerata come uno dei fenomeni più pericolosi.
Non essendo associata a nessun tipo di nube e quindi non rivelabile dal radar meteo di bordo, la previsione della sua presenza lungo la rotta è di rilevanza notevole, essendo gli effetti prodotti potenzialmente dannosi sia per l'aeromobile sia per gli stessi passeggeri. Per questo motivo le autorità aeronautiche, tramite i servizi meteorologici locali, forniscono accurate informazioni sulla prevista localizzazione di tali zone, sia attraverso carte del tempo significativo sia con messaggi codificati di tipo SIGMET. Solitamente è possibile stabilire l'intensità della turbolenza prevista e valutarne le possibili conseguenze.
| Categoria della turbolenza | Accelerazione verticale dell'aeromobile (G) | Risposta dell'aeromobile | Esperienza avvertita dai passeggeri |
| -------------------------- | ------------------------------------------- | --- | --- |
| Leggera                    | 0,2-0,5                                     | Momentanee leggere ed erratiche variazioni nella quota e/o assetto                                                                  | Una leggera stretta delle cinture. Gli oggetti non vincolati possono essere leggermente spostati. Camminare è possibile con lieve difficoltà |
| Moderata                   | 0,5-1,0                                     | Variazioni nella quota, assetto e/o velocità                                                                                        | Distinta stretta delle cinture. Gli oggetti non vincolati sono spostati. Camminare è difficile                                               |
| Severa                     | 1,0-2,0                                     | Consistenti e improvvise variazioni nella quota, assetto e/o velocità. L'aeromobile potrebbe essere momentaneamente fuori controllo | Gli occupanti sono spinti violentemente contro le cinture. Gli oggetti non vincolati sono sbalzati ovunque. Camminare è impossibile.         |
| Estrema                    | >2,0                                        | L'aeromobile è violentemente scosso ed è praticamente fuori controllo. Si possono verificare danni strutturali                      | Sensazione di terrore |